# Adoxa
Genre
Classification phylogénétique
Adoxa est un genre de plantes herbacées de la famille des Adoxaceae, de l'ordre des Dipsacales.

## Étymologie
Le nom du genre qui a donné aussi celui de la famille est issu du grec a privatif et de doxa, « réputation » : les fleurs, petites et verdâtres, passent en effet à peu près inaperçues.

## Espèces
Selon NCBI (11 déc. 2017) :
- Adoxa moschatellina - l'Adoxe moscatelline (espèce type)
- Adoxa orientalis

Selon Tropicos (11 déc. 2017) :
- Adoxa inodora Falc. ex C.B. Clarke
- Adoxa insularis
- Adoxa moschata Dulac
- Adoxa moschatellina L.
- Adoxa omeiensis H. Hara
- Adoxa orientalis
- Adoxa tuberosa Gray
- Adoxa xizangensis G. Yao